# Iwakami Yuzo
Yuzo Iwakami (岩上 祐三, sinh ngày 28 tháng 7 năm 1989) là một cầu thủ bóng đá người Nhật Bản thi đấu cho Matsumoto Yamaga FC.

## Thống kê câu lạc bộ
Cập nhật đến ngày 23 tháng 2 năm 2018.
| Thành tích câu lạc bộ | Thành tích câu lạc bộ | Thành tích câu lạc bộ | Giải vô địch | Giải vô địch | Cúp     | Cúp       | Cúp Liên đoàn | Cúp Liên đoàn | Tổng cộng | Tổng cộng |
| Mùa giải              | Câu lạc bộ            | Giải vô địch          | Số trận      | Bàn thắng    | Số trận | Bàn thắng | Số trận       | Bàn thắng     | Số trận   | Bàn thắng |
| Nhật Bản              | Nhật Bản              | Nhật Bản              | Giải vô địch | Giải vô địch | Cúp     | Cúp       | Cúp Liên đoàn | Cúp Liên đoàn | Tổng cộng | Tổng cộng |
| --------------------- | --------------------- | --------------------- | ------------ | ------------ | ------- | --------- | ------------- | ------------- | --------- | --------- |
| 2009                  | Tokai University      | -                     | -            | -            | 2       | 0         | -             | -             | 2         | 0         |
| 2011                  | Shonan Bellmare       | J2 League             | 1            | 0            | 0       | 0         | -             | -             | 1         | 0         |
| 2012                  | Shonan Bellmare       | J2 League             | 21           | 5            | 2       | 0         | -             | -             | 23        | 5         |
| 2013                  | Shonan Bellmare       | J1 League             | 9            | 1            | -       | -         | 4             | 0             | 13        | 1         |
| 2013                  | Matsumoto Yamaga      | J2 League             | 13           | 2            | 2       | 0         | -             | -             | 15        | 2         |
| 2014                  | Matsumoto Yamaga      | J2 League             | 41           | 8            | 1       | 0         | -             | -             | 42        | 8         |
| 2015                  | Matsumoto Yamaga      | J1 League             | 33           | 4            | 2       | 0         | 1             | 0             | 36        | 4         |
| 2016                  | Omiya Ardija          | J1 League             | 20           | 1            | 2       | 0         | 5             | 0             | 27        | 1         |
| 2017                  | Omiya Ardija          | J1 League             | 26           | 0            | 3       | 0         | 4             | 2             | 33        | 2         |
| Tổng                  | Tổng                  | Tổng                  | 164          | 21           | 14      | 0         | 14            | 2             | 193       | 23        |